# Tiro con l'arco agli XI Giochi paralimpici estivi
Il tiro con l'arco agli XI Giochi paralimpici estivi di Sydney si è svolta dal 18 al 29 ottobre 2000. Hanno gareggiato 25 nazioni, con 96 partecipanti (67 uomini e 29 donne), per un totale di 7 eventi. Le gare si tennero al Sydney International Archery Park.
Agli atleti è stata data una classificazione a seconda del tipo e la portata della loro disabilità. Il sistema di classificazione consente agli atleti di competere contro altri con un analogo livello di funzione.
Le classificazioni sono le seguenti:
- W1: arcieri tetraplegici, o disabilità analoga, in carrozzina
- W2: arcieri paraplegici, o disabilità analoga, in carrozzina
- In piedi: arcieri in piedi o tiratori da sedia

## Nazioni partecipanti
- Australia (4)
- Austria (1)
- Canada (2)
- Corea del Sud (7)
- Danimarca (1)
- Finlandia (3)
- Francia (7)
- Germania (7)
- Giappone (8)
- Gran Bretagna (7)
- Hong Kong (3)
- Iran (3)
- Italia (7)
- Mongolia (1)
- Nuova Zelanda (1)
- Paesi Bassi (2)
- Polonia (6)
- Rep. Ceca (3)
- Slovacchia (4)
- Spagna (3)
- Stati Uniti (3)
- Svezia (2)
- Svizzera (2)
- Thailandia (4)
- Ucraina (5)

## Medagliere
| Posizione | Paese         | Oro | Argento | Bronzo | Totale |
| --------- | ------------- | --- | ------- | ------ | ------ |
| 1         | Italia        | 3   | 0       | 1      | 4      |
| 2         | Corea del Sud | 2   | 1       | 2      | 5      |
| 3         | Gran Bretagna | 1   | 2       | 0      | 3      |
| 4         | Rep. Ceca     | 1   | 0       | 0      | 1      |
| 5         | Francia       | 0   | 2       | 1      | 3      |
| 6         | Polonia       | 0   | 1       | 1      | 2      |
| 7         | Ucraina       | 0   | 1       | 0      | 1      |
| 8         | Giappone      | 0   | 0       | 1      | 1      |
| 8         | Slovacchia    | 0   | 0       | 1      | 1      |
| Totale    | Totale        | 7   | 7       | 7      | 21     |

## Podi

### Gare maschili
| Evento      | Cat.     | Oro                                                           | Argento                                             | Bronzo                                              |
| ----------- | -------- | ------------------------------------------------------------- | --------------------------------------------------- | --------------------------------------------------- |
| Individuale | In piedi | Tae Sung An                                                   | Serhiy Atamanenko                                   | Imrich Lyocsa                                       |
| Individuale | W1       | Zdenek Sebek                                                  | Olivier Hatem                                       | Dejan Miladinovic                                   |
| Individuale | W2       | Hong Gu Lee                                                   | Young Joo Jung                                      | Oscar De Pellegrin                                  |
| A squadre   | -        | Italia Salvatore Carrubba Oscar De Pellegrin Giuseppe Gabelli | Francia Charles Est Dejan Miladinovic Olivier Hatem | Corea del Sud Hong Gu Lee Ouk Soo Lee Hyun Kwan Cho |

### Gare femminili
| Evento      | Cat.     | Oro                                               | Argento                                               | Bronzo                                               |
| ----------- | -------- | ------------------------------------------------- | ----------------------------------------------------- | ---------------------------------------------------- |
| Individuale | In piedi | Anita Chapman                                     | Małgorzata Olejnik                                    | Malgorzata Korzeniowska                              |
| Individuale | W1/W2    | Paola Fantato                                     | Kathleen Smith                                        | Hee Sook Ko                                          |
| A squadre   | -        | Italia Paola Fantato Sandra Truccolo Anna Menconi | Gran Bretagna Anita Chapman Kathleen Smith Jane White | Giappone Naomi Isozaki Hifumi Suzuki Masako Yonezawa |